# Кестенє
45°07′ пн. ш. 15°43′ сх. д. / 45.11° пн. ш. 15.72° сх. д.
Кестенє (хорв. Kestenje) — населений пункт у Хорватії, у Карловацькій жупанії у складі громади Цетинград.

## Населення
Населення за даними перепису 2011 року становило 28 осіб.
Динаміка чисельності населення поселення: